# Themus robustus
Themus robustus es una especie de coleóptero de la familia Cantharidae.

## Distribución geográfica
Habita en Kashmir (India).